# Infinity Blade
 (mai 2013).
Si vous disposez d'ouvrages ou d'articles de référence ou si vous connaissez des sites web de qualité traitant du thème abordé ici, merci de compléter l'article en donnant les références utiles à sa vérifiabilité et en les liant à la section « Notes et références ».
Infinity Blade est un jeu vidéo de type action développé par Epic Games et édité par Chair Entertainment sous les plates-formes iOS en 2010. Le projet étant connu pour être le premier jeu iOS à utiliser la technologie Unreal Engine.

## Synopsis
L'histoire se situe dans un autre monde et aucune information sur l'époque n'est donnée, tout commence par un combattant paré d'un équipement peu avancé se rendant à une tour au milieu de nulle part, son but n'est pas précisé mais arrivé en haut de celle-ci, et après avoir affronté un chevalier obscur, on apprend que celui-ci vient pour mettre fin au règne tyrannique d'un « Dieu Roi » armé de « l’Infinity Blade » (lame de l'infini en français), l'arme la plus puissante du jeu, et que le tyran est censé "entamer un processus" avec « l’Infinity Blade ». Le « Dieu Roi » se jette sur lui et l'achève en lui disant qu'il espère que ses descendants « feront mieux ». On apprend que celui-ci est un Éternel (un Deathless dans la version originale)
Le jeu commence lorsque l'on voit le fils du combattant perché sur un rocher disant : « Père, je vous vengerai ». Celui-ci est armé de l'équipement le plus bas du jeu et après un tutoriel, le joueur peut diriger le personnage. Après plusieurs combats contre différents monstres, le joueur arrive en haut de la tour par le biais de différents chemins et affronte le « Dieu Roi ». Le joueur ne peut que perdre face à la puissance de l'Éternel et celui-ci lui dit : « Tu aurais pu être un allié de taille mais tu serviras un tout autre dessein, j'espère que tes descendants feront mieux… » et c'est sur cette phrase que le « Dieu Roi » l'achève.
Le joueur recommence la partie alors en incarnant le fils de celui-ci et c'est sur ce principe de base que tourne Infinity Blade : sur la descendance du héros qui hérite des équipements de son père de plus en plus puissant jusqu'à vaincre le « Dieu Roi ».
Lorsque le Dieu Roi est vaincu, le personnage s'approche du trône de celui-ci et active un module posé dessus, Une sorte de gigantesque mappemonde se matérialise alors au-dessus de la salle, le personnage l'observe et le jeu se termine. Le joueur recommence comme si de rien n'était et jure de "venger son père" pour affronter un Dieu Roi encore plus puissant.

## Système de jeu

### Déplacements
Le joueur ne se déplace pas librement dans le décor (ce qui contribua grandement au désenchantement de certains joueurs). il tapote sur des cercles bleus pour indiquer où il souhaite aller. Une cinématique se déclenche alors et le personnage se déplace dans le nouveau lieu.
Le joueur peut tout de même déplacer la caméra avant de choisir sa destination pour explorer le décor depuis un point fixe.
Le joueur peut trouver des sacs de pièces d'or (disposés aléatoirement dans le monde) et tapoter dessus pour récupérer une petite somme. Les amoncellements de sacs de trésors, plus rares, offrent une grosse somme d'argent au joueur.
On peut aussi trouver des potions (stockable par cinq au maximum) qui peuvent être utilisées quand le joueur le souhaite, celles-ci redonnent la totalité de ses points de vie au joueur.
Des coffres sont aussi dissimulés dans le monde (ils se trouvent toujours au même endroit), ils peuvent offrir une grosse somme de pièce d'or ou même une pièce d'équipement voire une potion. Ceux-ci sont parfois gardés par des ennemis qu'il faudra vaincre avant de pouvoir accéder à leur contenu.

### Combat
Le joueur peut tapoter sur un ennemi pour l'affronter, il peut aussi choisir de rebrousser chemin dans certains cas pour en emprunter un autre. le joueur en empruntant un chemin peut aussi voir tomber du ciel un ennemi et le combat s'engager directement. Le joueur est obligé d'affronter certains ennemis pour progresser.
Avant le commencement du combat, le joueur peut toujours changer son équipement mais ne le peut plus pendant l'affrontement.
Les combats se déroulent en quatre phases :
L'ennemi enchaîne des attaques faibles et fortes pour réussir à toucher le joueur et lui infliger des dégâts plus ou moins forts, pour ne pas subir de dégâts le joueur possède plusieurs solutions :
- Le joueur peut esquiver les attaques avec les boutons d'esquive droits et gauches situés en bas de l'écran (Il doit analyser l'attaque et anticiper de quel côté celle-ci va provenir pour l'esquiver, s'il se trompe et esquive à gauche alors que l'attaque provient de la droite, ou si le joueur esquive trop tôt ou trop tard,le joueur encaisse les dégâts). Certaines attaques sont inesquivables (coup horizontaux, coup de poing, etc.).

- Le joueur peut parer les attaques et glisser le doigt dans la direction opposée à l'attaque. (Si l'attaque emprunte la direction : en haut à droite à en bas à gauche, le joueur devra attaquer d'en bas à gauche à en haut à droite pour réussir sa parade)

Si celle-ci échoue du fait d'un mauvais timing ou d'une mauvaise direction, le joueur encaisse les dégâts de l'attaque ennemie.
Certaines attaques sont imparables (coup de poing, coup de pied, coup de tête, coup de bouclier, etc.).
- Le joueur peut bloquer les attaques adverses en tapotant le bouton de bouclier en bas au centre de l’écran (entre les deux boutons d'esquive).

Aussi longtemps que le joueur reste appuyer sur le bouton, le personnage s'abritera derrière son bouclier.
Le bouclier peut encaisser les attaques ennemies sans que les points de vie du joueur en pâtisse. Cependant, le bouclier possède un nombre de points de bouclier limités (plus ou moins importants en fonction du bouclier et des points de compétences bouclier), ceux-ci s'épuisent au fur et à mesure que le bouclier encaisse des attaques jusqu’à ce qu'il n'en possède plus du tout, le joueur ne peut alors plus bloquer.
Les attaques ennemies dites "dévastatrices" occasionnent des dégâts au joueur malgré le blocage, ceux-ci sont cependant sensiblement atténués. 
- Le joueur peut déclencher une super-attaque en appuyant sur bouton en haut à gauche de l'écran, celle-ci assomme l'ennemi durant quelques secondes permettant d'infliger des dégâts supplémentaires.

La jauge super-attaque se remplit durant le combat au fur et à mesure que le joueur inflige ou reçoit des dégâts, le joueur peut la déclencher lorsque la jauge est remplie,
- Le joueur peut aussi lancer des sorts à n'importe quel moment du combat, il lui suffit d'appuyer sur le bouton "sort" en haut à droite et de tracer un symbole sur l'écran. Le jeu continue pendant que le joueur trace le symbole, c'est pourquoi une attaque ennemie peut l'arrêter dans son élan.

La jauge de sort se charge pendant le combat plus ou moins rapidement en fonction des points de compétences magie. Lorsque celle-ci est pleine, le joueur peut lancer un sort.
Les phases de combat sont entrecoupées de petites cinématiques où l'ennemi vacille, recule sous les coups du joueurs.
- Lors de la première phase, l'ennemi (aussi appelé titan) porte des attaques qui s'enchaînent par trois voire moins,

Un enchaînement d'attaque démarre sur des attaques faibles et se termine sur une ou plusieurs attaques dévastatrices. Le titan arrivé au tiers de sa vie, la deuxième phase s'enclenche.
- Lors de la deuxième phase, l'ennemi enchaîne quatre attaques et plus rapidement. Le titan arrivé aux deux tiers de sa vie, la troisième phase s'enclenche.

- La troisième phase est la plus difficile, l'ennemi porte des enchaînements de cinq attaques voire plus et encore plus rapidement. Lors des trois premières phases, l'adversaire peut déclencher un enchaînement d'attaques spéciales : toutes dévastatrices et très rapides, elles sont difficilement esquivables/parables d'autant plus que l'ennemi peut en déclencher plusieurs dans le même combat.

- Une fois que l'ennemi n'a plus de points de vie, la quatrième phase s'enclenche. Il s'agit d'une phase bonus permettant de frapper l'ennemi sans que celui-ci se défende, cette phase dure quelques secondes et le joueur doit occasionner le plus de dégâts possible à l'adversaire. Ces dégâts sont transformés en bonus XP qui seront ajoutés en plus des XP de combat.

Pendant le combat, le joueur peut se voir offrir des occasions spéciale d'infliger des dégâts :
- Attaque élancée, un cercle bleu apparait sur l'ennemi, si le joueur arrive à taper dessus (car celui-ci disparait au bout de très peu de temps), le joueur occasionne des dégâts à l'adversaire.
- Choc d'épées, si le joueur pare une attaque ennemie légèrement trop tôt ou trop tard, les deux épées s'entrecroisent et le joueur doit alors tapoter le plus rapidement possible sur l'écran pour repousser l'ennemi et ainsi lui infliger des dégâts. Si l'ennemi gagne, il inflige de très gros dégâts au joueur.

Après avoir esquivé/paré/bloqué un enchaînement adverse, le joueur peut infliger des dégâts à l'ennemi en glissant son doigt sur l'écran, il peut aussi occasionner des attaques combos violentes ou dévastatrices infligeant respectivement 2x et 2,5x les dégâts que le joueur inflige normalement.
À la fin du combat, une cinématique montre le personnage qui achève l'ennemi. Des points XP sont alors attribués aux différentes pièces d'équipements. Voici les facteurs (non exhaustif) qui influent sur le nombre d'XP récupérés :
- Si le joueur à vaincu l'ennemi rapidement.
- Si le joueur à utiliser un sort ou une super-attaque.
- Si le joueur à bloquer ou encaisser des dégâts.

## Accueil

### Critique
- IGN : 9/10[2]
- Jeuxvideo.com : 17/20[3]

### Récompenses
- Jeu iPhone de l'année - Choix des lecteurs de Pocket Gamer (n°2)[4]

## Suites
Infinity Blade a bénéficié de deux suites développées par Epic Games et éditées par Chair Entertainment sous les plates-formes iOS : Infinity Blade II (décembre 2011) et Infinity Blade III (septembre 2013).
Un livre numérique : Infinity Blade: Awakening écrit par Brandon Sanderson en octobre 2011 relate les événements situés entre Infinity Blade et Infinity Blade II. Infinity Blade: Redemption écrit par le même auteur raconte les événements situés entre Infinity Blade II et Infinity Blade III.
Panini Books, dans sa collection Gamers, a publié le roman Infinity Blade en Juin 2014. Ce roman regroupe les deux nouvelles Awakening et Redemption en un seul tome.